# بشقابی عشق‌آبادی
بشقابی عشق‌آبادی (نام علمی: Scutellaria lutea–coerulea) نام یک گونه از سرده بشقابی است.